# Pseudotrechus
Pseudotrechus is een geslacht van kevers uit de familie van de loopkevers (Carabidae). De wetenschappelijke naam van het geslacht is voor het eerst geldig gepubliceerd in 1856 door Rosenhauer.

## Soorten
Het geslacht Pseudotrechus is monotypisch en omvat slechts de volgende soort:
- Pseudotrechus mutilatus Rosenhauer, 1856